# Xã Lawrenceburg, Quận Dearborn, Indiana
Xã Lawrenceburg (tiếng Anh: Lawrenceburg Township) là một xã thuộc quận Dearborn, tiểu bang Indiana, Hoa Kỳ. Năm 2010, dân số của xã này là 10.985 người.